# Hindsiclava
Hindsiclava is een geslacht van weekdieren uit de klasse van de Gastropoda (slakken).

## Soorten
- Hindsiclava alesidota (Dall, 1889)
- Hindsiclava andromeda (Dall, 1919)
- Hindsiclava appelii (Weinkauff & Kobelt, 1876)
- Hindsiclava consors (Sowerby I, 1850)
- Hindsiclava hertleini Emerson & Radwin, 1969
- Hindsiclava jungi (Macsotay & Campos, 2001)
- Hindsiclava macilenta (Dall, 1889)
- Hindsiclava militaris (Reeve, 1843)
- Hindsiclava polytorta (Dall, 1881)
- Hindsiclava resina (Dall, 1908)
- Hindsiclava rosenstielanus Tippett, 2007
- Hindsiclava tippetti Petuch, 1987